# Restrepia dodsonii
Restrepia dodsonii (Luer (1980)) es una especie de orquídeas de la familia de las Orchidaceae.
El género fue nombrado en honor de Dodson.

## Hábitat
Se produce en el Ecuador en los húmedos bosques de montaña a altitudes de 1060 a 1700 m s. n. m.

## Descripción
Es una planta diminuta que crece en climas fresco a cálido, es crecientemente epífita  con un rizoma corto y un ramicaul envuelto completamente aplastado por varias vainas y con  de una sola hoja apical, aovada  y con la mayoría de las flores que surgen en cualquier época del año en una inflorescencia de 3 cm de largo con única flor de 1 cm de largo que se encuentra justo por encima de las hojas.

## Nombre común
- Español: Restrepia de Dodson.
- Inglés: Dodson's Restrepia